# Mari Simmulson
Mari Simmulson, född 23 november 1911 i S:t Petersburg, död 11 juli 2000 i Uppsala, var en estländsk-svensk keramiker, målare och textilkonstnär.
Hon var dotter till advokaten Otto Peterson och skådespelaren Marie Elisabeth Rimm och gift första gången 1938 med Gustaf Friedrich Simmulson och andra gången från 1960 med byrådirektören Paul Saretok. Efter studentexamen i Tallinn 1930 studerade Simmulson för professor Jaco vid den statliga konstfackskolan 1931–1935. Som stipendiat kom hon till Helsingfors 1937 där hon arbetade som fri konstnär vid Arabia. Hon fortsatte sina studier i skulptur för Karl Killer 1938–1939 och 1942–1943 vid Academie der bildenden Künste i München och 1941–1942 studerade hon vid Högre konstfackskolan i Tallinn. Hon kom som flykting till Sverige 1944 och blev året efter anställd vid Gustavsbergs Studio där hon arbetade fram till att hon knöts till Uppsala-Ekeby 1949 fram till 1972. Hon var även formgivare hos Deco i Helsingborg under några år. Simmulsons keramiska produktion omfattar nyttobetonat prydnadsgods samt dekorativa arbeten. Under senare delen av 1950-talet utförde hon ett antal stora keramikdekorationer bland annat för Uplandsbankens kontor i Enköping och Västerås samt en dekoration för Karlskrona sparbank som visar staden under midsommarfirande. Separat ställde hon ut med keramik på Gustavsberg 1948, Nordiska Kompaniet 1952, Artium-Exposé i Göteborg 1952 samt ett flertal gånger på Presenta i Uppsala. Hon medverkade i utställningen Estnisk och lettisk konst på Liljevalchs konsthall i Stockholm 1946, Svenska slöjdföreningens utställning Nyttokonstnärerna 1949 som visades på Nationalmuseum i Stockholm, Triennalen i Milano samt Upsala-Ekebykoncernens utställningar på Röhsska konstslöjdmuseet i Göteborg och Kungsträdgården i Stockholm. Hon ställde ut separat med målningar på Nutida konst i Uppsala. Som tecknare medverkade hon i All världens berättare, Vi och Aftonbladet. Hon signerade sin verk med sitt namn, maris, initialer eller med en pratbubbla med ms eller maris. Simmulson är representerad vid Nationalmuseum i Stockholm, Kunsti Muuseum i Tallinn, Museo Internazionale delle Ceramiche i Faenza, Nordenfjeldske Kunstindustrimuseum i Trondheim och Victoria & Albert Museum i London.